# Erioptera (Erioptera) quadrihamata
Erioptera (Erioptera) quadrihamata is een tweevleugelige uit de familie steltmuggen (Limoniidae). De soort komt voor in het Palearctisch gebied.